# Bombus velox
Bombus velox är en biart som först beskrevs av Aleksandr Skorikov 1914.
Bombus velox  ingår i släktet humlor och familjen långtungebin. Inga underarter finns listade i Catalogue of Life.

## Beskrivning
Arten är en liten humla med grå mellankropp med ett brett, svart band mellan vingfästena och en gul bakkropp. Huvud och extremiteter är svarta.

## Ekologi
Humlan är en bergsart som lever på höjder mellan 1 750 m och 2 850 m, främst på höjder över 2 200 m. Habitatet är alpina stäpper. Arten är polylektisk, den besöker blommande växter från flera familjer, som kransblommiga växter, väddväxter och ärtväxter.

## Utbredning
Bombus velox är en sällsynt humla som förekommer fläckvis i nordöstra Turkiet (Anatolien) och Kaukasus.